# Agnès Callamard
Agnès Callamard, född 1965, är en fransk internationell människorättsexpert. Sedan 2021 är hon Amnesty Internationals generalsekreterare. Tidigare har hon bland annat arbetat som FN:s särskilda utredare för utomrättsliga, summariska och godtyckliga avrättningar. Som sådan utredde hon bland annat mordet på den saudiske journalisten Jamal Khashoggi.
Callamard har studerat vid Institut d'Etudes Politiques de Grenoble, Howard University och disputerade 1995 vid New School for Social Research i New York.